# Sonic Free Riders
Sonic Free Riders  (ソニック フリーライダーズ Sonikku Furī Raidāzu)es un videojuego de carrera de la serie Sonic the Hedgehog. Es el tercer videojuego de la serie de Sonic Riders, después de Sonic Riders: Zero Gravity. Este juego cuenta con modo multijugador en línea de hasta 8 jugadores. Se trataba de un título de lanzamiento 
Kinect, publicado el 4 de noviembre de 2010 en América del Norte, 10 de noviembre de 2010 en Europa y el 20 de noviembre de 2010 en Japón.
El juego recibió críticas mixtas de los críticos, con el elogio que va hacia su contenido y opciones multijugador, pero la crítica por sus controles.

## Argumento
El Dr. Eggman ofrece una segunda edición de EX World Grand Prix, que podría ganar hasta premios de dinero en efectivo y el tesoro. Los premios son el Espíritu de Queens de Babilonia. Pone cuatro equipos en la carrera en lugar de dos como en los últimos EX World Grand Prix, para demostrar quién es el mejor. Sin embargo, su verdadero motivo era recoger datos de todos los jugadores en su programa de robots E-10000G.
El modo historia cuenta con cuatro equipos de tres personajes disponibles, y una historia pasada.
Team Heroes:
- Sonic the Hedgehog
- Miles "Tails" Prower
- Knuckles the Echidna

Team Babylon:
- Jet the Hawk
- Wave the Swallow
- Storm the Albatross

Team Rose:
- Amy Rose
- Cream the Rabbit
- Vector the Crocodile

Team Dark:
- Shadow the Hedgehog
- Rouge the Bat
- E-10000B

## Personajes
Aquí están los personajes del juego divididos en Fly, Speed y Power
Speed
- Sonic the Hedgehog
- Jet the Hawk
- Shadow the Hedgehog
- Blaze the Cat
- Metal Sonic
- Amy Rose

Fly
- Miles "Tails" Prower
- Wave the Swallow
- Cream the Rabbit
- Rouge the Bat
- Silver the Hedgehog

Power
- Knuckles the Echidna
- Storm the Albatross
- Vector the Crocodile
- Dr.Eggman
- E-10000G

Todos
- Avatar
- Super Sonic

## Sonido
Este es el primer juego en el que todas las voces de 4Kids han sido reemplazados por voces de Studiopolis. Al igual que en Sonic Colors, todas las voces de 4Kids fueron sustituidos, excepto Mike Pollock.
Aunque ambos temas de idioma de audio se incluyen en el disco del juego, no es una opción apropiada para cambiar en cualquier versión regional. El juego establece el texto y el idioma de audio por defecto en función del idioma de la configuración de la consola, por lo que la única forma de cambiar es cambiando la configuración de idioma de Interfaz XBOX.
La banda sonora del juego fue escrito por Tomonori Sawada y Koji Sakurai, con el tema del juego, "libre" siendo escrito por Jun Senoue e interpretada por la banda de Senoue, Crush 40. 

## Jugabilidad
Sonic Free Riders es un juego de carreras en el que el jugador controla a los personajes de la saga Sonic the Hedgehog El juego se controla mediante el uso de cuerpo del jugador para navegar por su carácter elegido a través del curso. Las acciones incluyen doblar su cuerpo para dirigir, realizar movimientos como patadas para aumentar la velocidad y saltar para realizar trucos, que ganan más impulso. El jugador tiene la posibilidad de montar en bicicleta, controlado por los movimientos de dirección. Mediante la recopilación de suficientes anillos, los jugadores pueden aumentar su nivel durante cada carrera, lo que mejora sus atributos. Hay varios potenciadores y armas que requieren cada uno marcha acciones específicas para activar, como un misil que se lanza como en el fútbol o un impulso que se activa agitando una lata de refresco. Al igual que antes, los personajes se dividen en clases velocidad, vuelo, y el poder. Los jugadores pueden equipar atributos especiales a su equipo, como la mejora en las curvas o la capacidad para romper las barreras, que puede ser cambiado al cambiar la postura de conducción. Los jugadores también pueden realizar movimientos especiales si carece de carreras. Principal de la campaña de un solo jugador del juego es el modo Grand Prix, donde los jugadores eligen de uno de varios equipos de personajes para jugar a través de la historia. Junto con Time Attack y modos de carreras gratuitas, Sonic Free Riders también cuenta con unos modos multijugador que se pueden jugar de forma cooperativa. Tag Mode permite a dos jugadores carrera juntos, coordinación sincronizada necesario para realizar trucos combinados, mientras que el modo de relevo, puede jugar con hasta 4 jugadores, requiere compañeros de equipo para intercambiar lugares después de cada vuelta. El multijugador local es compatible con hasta dos jugadores activos mientras que el jugador multijugador en línea cuenta con un jugador activo por la consola para un máximo de 8 jugadores. El juego también es compatible con el reconocimiento de voz, permitiendo a la gente a navegar por los menús utilizando su voz.

## Recepción
El juego recibió una puntuación de Metacritic de 47/100. IGN dio al juego una puntuación de 7,5, llamándolo un fuerte título de lanzamiento para Kinect, aunque criticando los controles de movimiento que indica que "hacen que sea difícil simplemente saltar en el juego". La Revista Oficial de Xbox también le dio un 7,5, alabando a la riqueza de contenido y opciones multijugador mientras critica la falta de respuesta de vez en cuando en los controles. GameTrailers puntuó al juego con un 4,5, paneo controles engorrosos que ponen a prueba el cuerpo. Ecetia dio el juego de 1/5 estrellas, llamándolo "el equivalente a palmaditas la cabeza mientras se frotaba el estómago mientras montaba la motocicleta." Brian Crecente de Kotaku también revisó de forma negativa, que calificó de "el más roto de los títulos de Kinect que he jugado."